# Orbește
Orbește (titlu original: Bird Box) este un film american din 2018 regizat de Susanne Bier. Este creat în genurile postapocaliptic thriller. Rolurile principale au fost interpretate de actorii Sandra Bullock, Trevante Rhodes, John Malkovich și Danielle Macdonald. Scenariul este scris de Eric Heisserer pe baza unei roman omonim din 2014 de Josh Malerman.
Filmul prezintă o femeie, interpretată de Sandra Bullock, care, împreună cu o pereche de copii (denumită "băiat" și "fată"), trebuie să treacă printr-o pădure și un râu. Ei trebuie să facă acest lucru cu ochii închiși, pentru a evita entitățile supranaturale care aparent fac ca oamenii care se uită la ele să se sinucidă.
Bird Box a avut premiera mondială la AFI Fest  în data de 12 noiembrie 2018 și a avut o lansare cinematografică limitată pe 14 decembrie, înainte de difuzarea streaming pe Netflix la 21 decembrie 2018.

## Distribuție

### Personaje principale
- Sandra Bullock - Malorie Hayes
- Trevante Rhodes - Tom
- Jacki Weaver - Cheryl
- John Malkovich - Douglas
- Sarah Paulson - Jessica
- Rosa Salazar  - Lucy
- Danielle Macdonald - Olympia
- Lil Rel Howery - Charlie
- Tom Hollander - Gary
- Colson Baker - Felix
- B.D. Wong - Greg

### Personaje secundare
- Pruitt Taylor Vince - Rick
- Vivien Lyra Blair - Girl/Olympia
- Julian Edwards - Boy/Tom
- Parminder Nagra - Dr. Lapham
- Rebecca Pidgeon - Lydia
- Amy Gumenick - Samantha
- Taylor Handley -  Jason
- Happy Anderson - the River Man
- David Dastmalchian - Whistling Marauder
- Keith Jardine - Yelling Marauder

## Producție
Cheltuielile de producție s-au ridicat la 19,8 milioane $.